# Javier Martín Sánchez
Francisco Javier Martín Sánchez (genannt Xavi; * 21. Dezember 1975 in Barcelona) ist ein andorranischer Fußballspieler.
Martín Sánchez begann seine professionelle Fußballkarriere 1997 beim andorranischen Klub FC Andorra, mit dem er zunächst noch in der spanischen Zweitliga spielte. Mit dem Wechsel zu Constel·lació Esportiva im Jahr 2000 nahm er zusätzlich zu seiner spanischen auch die andorranische Staatsangehörigkeit an. Mit dem Untergang des Vereins wurde die Mannschaft 2001 aufgelöst. 2004/05 spielte er für den FC Rànger’s und kehrte anschließend zum FC Andorra zurück. Für die Nationalmannschaft Andorras kam er in sieben Länderspielen zum Einsatz. Ab 2010 bis zu seinem Karriereende 2016 spielte er beim FC Santa Coloma.